# 北田晃三
北田 晃三（きただ こうぞう、1970年9月12日 - ）は福岡県京都郡出身の日本の柔道家。現役時代は78kg級の選手。身長178cm。得意技は大外刈。現在は東海大学付属静岡翔洋高校の柔道部監督を務めている。

## 来歴
柔道は兄2人の影響で幼少の頃に始めた。洞北中学校3年の時に全国中学校柔道大会団体戦で2位となった。東海大五高校に進むと、団体戦では同級生である86kg級の中村佳央や78kg級の本田勝義らとともに活躍して、2年の全国高校選手権と3年のインターハイでは優勝を飾った。東海大学に進学すると、2年の時に左肘のケガで暫く戦列を離脱することになったが、4年の時には正力杯で優勝を飾った。嘉納杯では3位だった。1993年にフジ&トライオーシャン所属となり、講道館杯と選抜体重別で2位となった。アジア選手権では優勝を果たした。それ以降も一定の活躍は見せるものの、1996年に現役を引退した。その後、持田典子と結婚した。また、東海大学女子柔道部の副監督を経て、望星学塾教諭、松前柔道塾監督などを務めた。

## 戦績
- 1985年 -　全国中学校柔道大会　団体戦　2位
- 1987年 -　全国高校選手権　5位
- 1987年 -　金鷲旗 3位
- 1987年 -　インターハイ　団体戦　3位
- 1988年 -　全国高校選手権　優勝
- 1988年 -　金鷲旗　3位
- 1988年 -　インターハイ　団体戦　優勝
- 1991年 -　講道館杯　3位
- 1991年 -　全日本学生柔道優勝大会　2位
- 1992年 -　正力杯　優勝
- 1992年 -　全日本学生柔道優勝大会　2位
- 1992年 -　嘉納杯　3位
- 1993年 -　ハンガリー国際　2位
- 1993年 -　チェコ国際　3位
- 1993年 -　講道館杯　2位
- 1993年 -　選抜体重別　2位
- 1993年 -　アジア選手権　優勝
- 1994年4月 -　講道館杯　3位
- 1994年12月 -　講道館杯　3位
- 1995年 -　ハンガリー国際　3位
- 1995年 -　選抜体重別　3位
- 1995年 -　実業個人 2位(86kg級)

(出典、JudoInside.com)。